# Łukjaniwka (rejon białocerkiewski)
Łukjaniwka (ukr. Лук'янівка) – wieś na Ukrainie, w obwodzie kijowskim, w rejonie białocerkiewskim, w hromadzie Taraszcza. W 2001 liczyła 785 mieszkańców.